# Geert Bruintjes
Geert Bruintjes (Nieuwe Pekela, 29 april 1907 - Gross-Rosen, 15 juni 1942) was een Nederlandse verzetsstrijder.

## Biografie
Bruintjes was een zoon van de grondwerker Frederik Bruintjes en Antje Pijpker. Hij was gehuwd met Antje Burema, dochter van de schuitenvaardersknecht/fabrieksarbeider Ebbo Burema en Hinderkien Bijl uit Oude Pekela.
Bruintjes was transportarbeider en woonde in Oude Pekela. Hij stond daar bekend als communist en was in de Tweede Wereldoorlog lid van de groep Noorderlicht aldaar, een verzetsgroep rond de illegale communistische krant het Noorderlicht, die verspreid werd in Noord-Nederland. Hij pleegde verzetsactiviteiten door het verspreiden van deze krant in zijn woonplaats. Bruintjes werd op 9 september 1941 gearresteerd door de Duitse Sicherheitsdienst (SD), nadat hem een maand daarvóór al, mede door toedoen van de toenmalige burgemeester Jan Snater en de Duitse autoriteiten, de toegang tot de gemeenteraad van Oude Pekela (waarvan hij sinds 1939 deel uitmaakte) was ontzegd. Hij zat vervolgens gevangen in het Huis van Bewaring te Groningen, Kamp Amersfoort en het concentratiekamp Buchenwald. Aansluitend werd hij naar het concentratiekamp Gross Rosen in Neder-Silezië getransporteerd, waar hij op 15 juni 1942 is omgekomen. In dit als Nacht und Nebel bekendstaande kamp zijn, behalve Bruintjes, enkele tientallen Nederlandse politieke gevangenen, voornamelijk communisten, om het leven gekomen.